# Петрівка (Успенська сільрада)
Петрівка (рос. Петровка) — присілок в Касторенському районі Курської області Російської Федерації.
Населення становить 2 особи. Входить до складу муніципального утворення Успенська сільрада.

## Історія
Населений пункт розташований на території українського етнічного та культурного краю Східна Слобожанщина.
Від 2004 року входить до складу муніципального утворення Успенська сільрада.

## Населення
| 2002 | 2010 |
| ---- | ---- |
| 32   | ↘2   |